# Aranoethra
Aranoethra es un género de arañas araneomorfas de la familia Araneidae. Se encuentra en África.

## Lista de especies
Según The World Spider Catalog 12.0:
- Aranoethra butleri Pocock, 1899
- Aranoethra cambridgei (Butler, 1873)
- Aranoethra ungari Karsch, 1878